# Lars Bröndum
Lars Bröndum, född 29 maj 1961, är en svensk tonsättare, live-elektronikmusiker och gitarrist.

## Biografi
Lars Bröndum har en Bachelor of Music-exam i gitarr (1987) samt en Master in Music-examen i komposition och musikteori (1989) från Youngstown State University i Ohio, USA. 1992 disputerade han i komposition och musikteori vid University of Pittsburgh med doktorsavhandlingen "Formations for Chamber Orchestra and An Analytical Study of Voice Leading and Pitch Class Set Structure in György Ligeti's Kammerkonzert für 13 Instrumentalisten". Avhandlingen består av en egen komposition och en studie som presenterar en modell för analys av musik baserad på tonkluster (speciellt György Ligeti och Krzysztof Penderecki).
Bröndum arbetar ofta med interaktion mellan akustiska och elektroniska instrument och hans musik utforskar gränslandet mellan noterad musik och improvisation. Kompositionerna struktureras runt cykliska förlopp, ostinatoliknande gester och mikrotonala kluster. När Bröndum spelar live använder han ett modulärt analogsystem, en Theremin och en laptop med mjukvaran Max/MSP. 
Tillsammans med Lisa Ullén har Bröndum bildat ensemblerna ReSurge och ExSurge vilka han både spelar med och komponerar för. Han spelade även i den elektroakustiska duon ”Spiral Cycle” tillsammans med Jamie Fawcus samt med duon AGAIG tillsammans med Sten-Olof Hellström. Bröndums senaste projekt Aleatoric Anthems är ett verk med anti-nationakistiska nationalssånger för alla länder. Kompositionerna var genererade från bidrag från musiker genom användande av slumptekniker. 149 av Bröndums aletroic anthems är publicerade på bandcamp: https://larsbrondum.bandcamp.com/  Ensemblen The Aleatoric Chamber Ensemble formades i samband med detta projekt som framför musik som undersöker noterade och slumpgenererade tekniker.
Förutom komponerandet driver Bröndum det oberoende skivbolaget Antennae Records och är professor i musik vid institutionen för informationsteknologi på Högskolan i Skövde. Han är aktiv kompositör vid Elektronmusikstudion (EMS) och Fylkingen. Han satt i Fylkingens styrelse 2011-12. Han var ordförande i föreningen Vems (Verksamma kompositörer på EMS) 2007-2008 och har även varit styrelseledamot i svenska sektionen av ICEM (Internationella förbundet för elektronisk musik).

## Verk i urval
- Times Arrow (2022)
- Morning Star (2022)
- Mirrors and Reflections (2022)
- Cyclus Motorik (2022)
- The Red Forest (2022)
- The Wall of Darkness (2022)
- Möbius Loop (2022)
- Aeon (2022)
- In the End (2022)
- The Mycelium: Patterns on a Multilayer Mesh (2021)
- Aleatoric Anthem Concerto - for bass clarinet, sax, piano, bass recorder & live electronics (2021)
- Toons för flue, cello & piano (2021)
- A Tense situation for String Quartet (2021)
- Variations on a Hymn, for contrabass recorder, sax, and electronics (2020)
- Aleatoric Anthems (2021)
- Palindromes (2021)
- Poltergeist & Evil Toys - saxofonkvartett och tape (2013)
- Trigger Generator - live eam (2013)
- D10T Error - elektroakustiskt (2012)
- Core Suite - kammarensemble (2012)
- Isotrophy - saxofonkvartett (2011)
- Convolving Spheres - elektroakustiskt (2011)
- Rotation Curve - elektroakustiskt (2011)
- Tarrot - violin, guitar och elektronik (2011)
- Coincidentia oppositorum - trumpet, piano, kontrabas, klarinet och live elektronik (2011)

## Discografi i urval
• Lars Bröndum - The Wall of Darkness, Antennae Media (2022)
• Lars Bröndum & Per Gärdin: Fractal Symmetry, Hum and Toot, Antennae Media, (2022)
• Bröndum, Yuleman et al., The Dystopian World of J.G. Ballard, ZeroK (2022)
• The Aleatoric Chamber Ensemble - Aleatoric Anthems and Palindromes, Antennae Media, (2021)
• Bröndum, Haltuu et al., Anthology of Electronic Music from Scandinavia (2021) Unexplained Sounds Group
• Bröndum et al., The Black Stone… Eight Tower Records (2021)
• Bröndum, Klaverdal et al., Drone Islands: Lars Bröndum
• Lars Bröndum - Sostenuto: The Book of Night, Antennae Media (2020)
• Bröndum-Gärdin-Dimming - Far Out! Antennae Media (2019)
• Lars Bröndum & Per Gärdin: The Tail of the Snake, Antennae Media (2019)
• Lars Bröndum / Per Gärdin - Adhara, Creative Sources (2019)
• Lars Bröndum, Phaethon - Music for Instruments and Electronics, Antennae Media, (2019) 
• Lars Bröndum, Chimera Cadence, Antennae Media, (2018)